# مرشی (صربستان)
مرشی (به صربی: Mršelj) یک منطقهٔ مسکونی در صربستان است که در پروکوپلیه واقع شده‌است. مرشی ۱۶۴ نفر جمعیت دارد.